# Bus ASi
Pour les articles homonymes, voir ASI.
Un bus ASi (en anglais Actuators Sensors Interface, interface actionneurs capteurs), ou AS-i, est un bus de terrain.

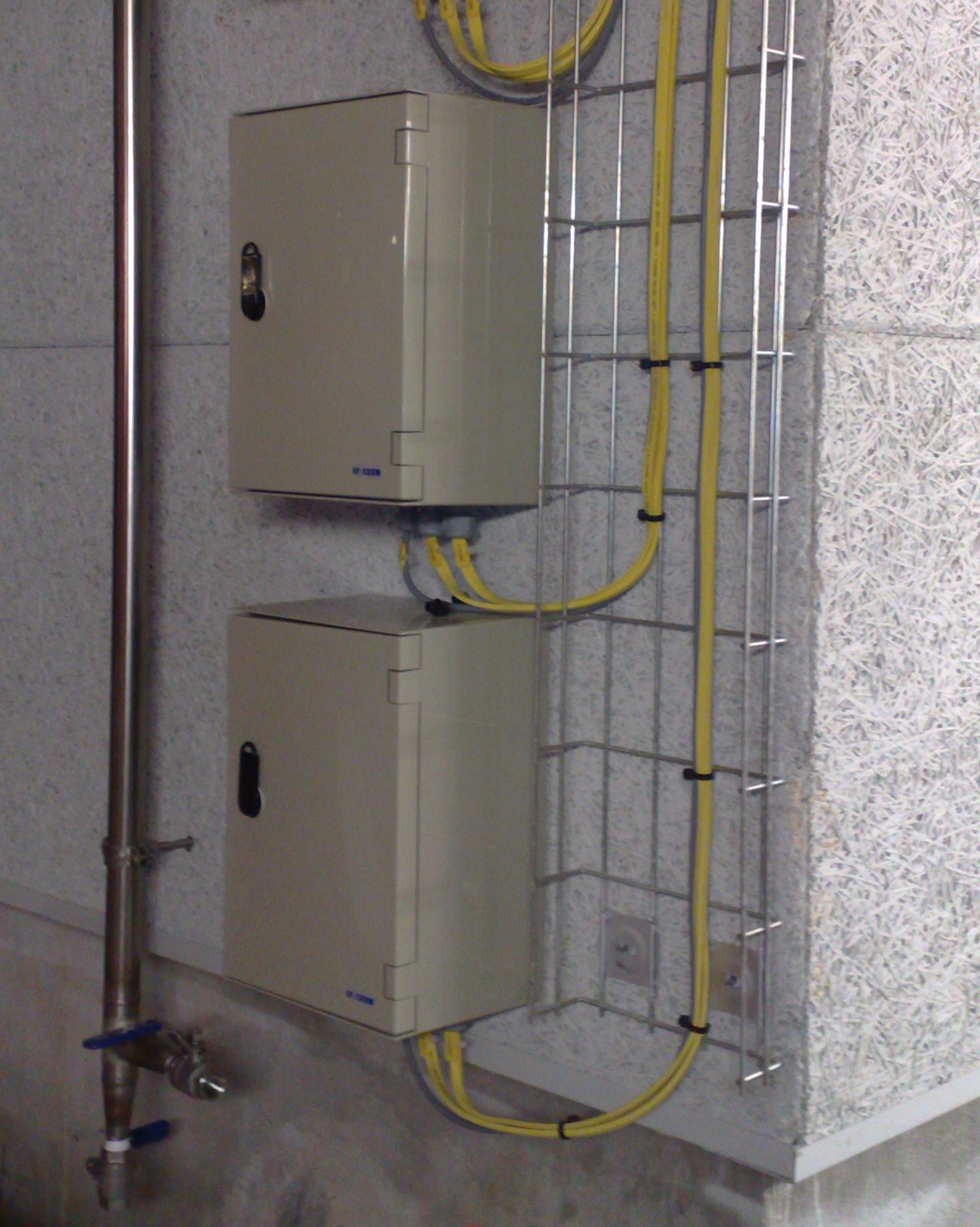
Des coffrets ASi - conducteurs gainés en jaune

La liaison physique est composée d'une simple paire de fils gainés d'un isolant électrique jaune (pour la commande) ou noir (pour la puissance). Sur ces fils transitent les données ainsi que l'alimentation électrique.
Le bus AS-I étant un bus série, il permet de diminuer le nombre de câbles nécessaire à l’utilisation d’un grand nombre de capteurs ou de pré-actionneurs : ces derniers sont reliés directement ou par l'intermédiaire d'une embase à l’automate central via un seul câble. Chaque embase permet de connecter jusqu'à 4 capteurs ou pré-actionneurs au bus.
Le bus AS-I permet d’utiliser jusqu'à 31 embases soit 124 capteurs tout en gardant un temps de réaction très faible de 5 ms. Avec la dernière version il est même possible de raccorder jusqu'à 62 embases soit 248 capteurs mais le temps de réaction est alors doublé.
Il est possible de remplacer le câble AS-I par un câble rond standard à deux conducteurs.
La longueur maximale d’un segment AS-I est de 200 mètres ; toutefois il est possible d’augmenter cette distance en utilisant des répéteurs (deux au maximum) en atteignant la limite de distance entre l’automate et la dernière embase qui est de 600 mètres.

## Liens
- (en) Consortium AS-I - Site officiel
  - (en) Cours sur AS-i : the Virtual Academy of AS-International Association